# Preixana
Preixana là một đô thị trong tỉnh Lleida, cộng đồng tự trị Cataluña Tây Ban Nha. Đô thị Preixana có diện tích là 21,5 ki-lô-mét vuông, dân số năm 2009 là 437 người với mật độ 20,33 người/km². Đô thị Preixana có cự ly km so với tỉnh lỵ Lleida.